# جغرافيا الأعراق

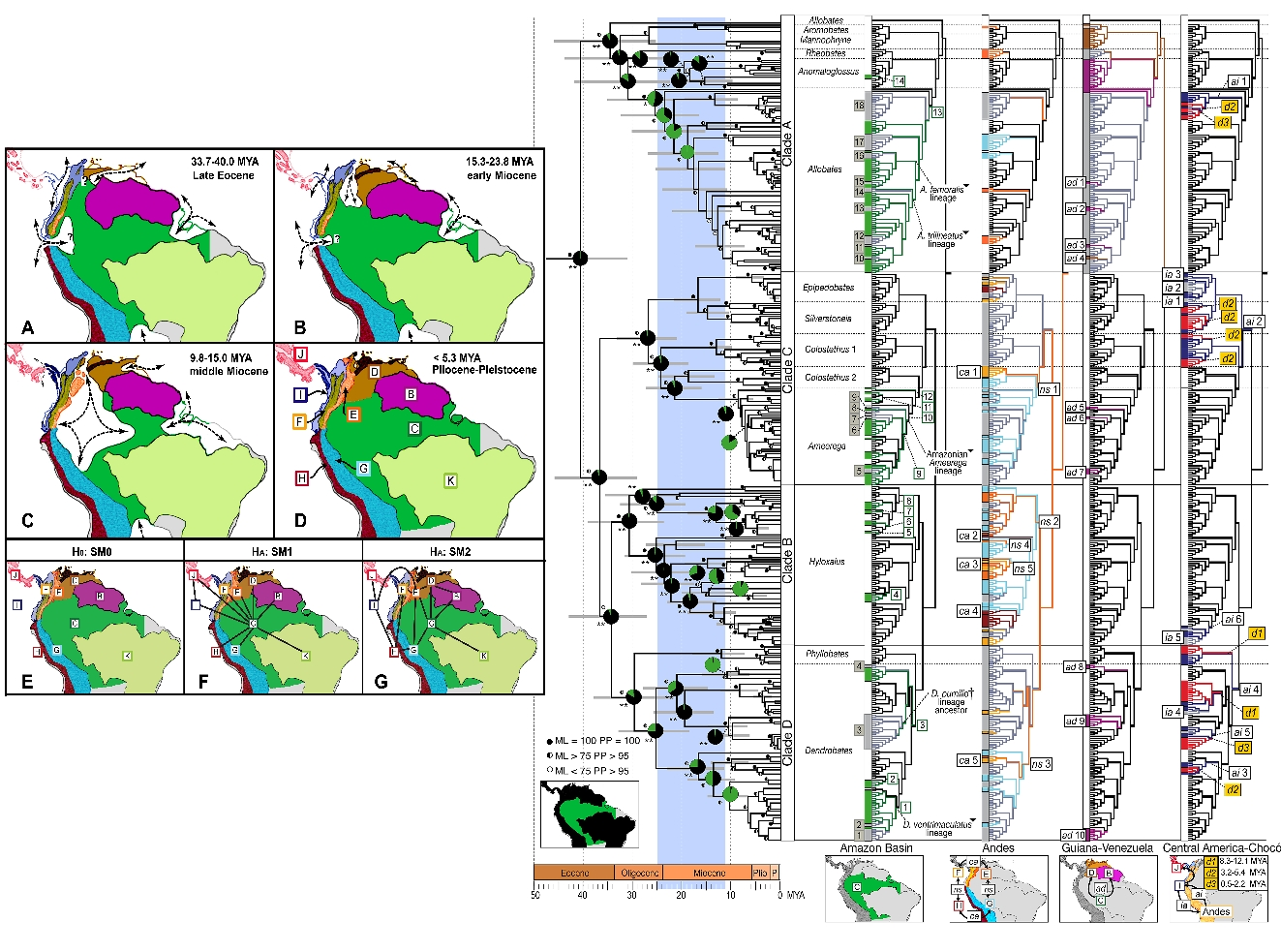

جغرافيا الأعراق أو جغرافيا الأنساب (بالإنجليزية: Phylogeography)‏، هي دراسة العمليات التاريخية المسؤولة عن التوزيع الجغرافي المعاصر للأفراد. ويتم ذلك من خلال النظر في التوزيع الجغرافي للأفراد على أساس الوراثة، ولا سيما الوراثة السكانية. وقد أدخل هذا المصطلح لوصف الإشارات الجينية المنظمة جغرافياً داخل الأنواع وفيما بينها. يعتمد على عن علم الوراثة السكاني الكلاسيكي وعلم الوراثة العرقي.
وتشمل الأحداث السابقة التي يمكن الاستدلال عليها على إثر التوسع السكاني، والاختناقات السكانية، والنزوح والهجرة. يمكن للنهج التي تم تطويرها مؤخراً دمج تاريخ الأنساب من الأليلات والمعلومات التوزيعية معالجة أدق الأدوار النسبية لهذه القوى التاريخية المختلفة في تشكيل الأنماط الحالية.